# Плотников, Александр Григорьевич
Александр Григорьевич Плотников (23 апреля 1916, Плотникова, Оренбургская губерния — 25 июля 1942, Землянский район, Воронежская область) — капитан Рабоче-крестьянской Красной Армии, участник советско-финляндской и Великой Отечественной войн, Иранской операции, Герой Советского Союза (1940).

## Биография
Александр Плотников родился 23 апреля 1916 года в крестьянской семье в деревне Плотникова Окуневской волости Челябинского уезда Оренбургской губернии, ныне деревня входит в Юргамышский муниципальный округ Курганской области. Русский.
Когда Саше исполнилось три года, умер отец, Григорий Трофимович. В пятилетнем возрасте умерла мать, Аксинья Исаковна. Воспитывался у бабушки, а после её смерти воспитывался в семье сестры отца Вассы Трофимовны, где уже было трое детей.
В Плотниковской начальной школе учился хорошо, многократно награждался подарками. С сентября 1931 по июнь 1933 года учился в селе Кирово (ныне Мишкинский муниципальный округ Курганской области), где окончил семилетку. 
В 1933 году поступил в школу фабрично-заводского ученичества завода имени Ленина (ныне АО «Булат») города Златоуста (ныне Челябинская область), в группу железнодорожного транспорта. Закончил учебу в ФЗУ в группе железнодорожного транспорта при металлургическом комбинате им. И.В. Сталина в городе Сталинске Новосибирской области (ныне город  Новокузнецк, Кемеровская область). После учёбы ему присвоили специальность слесаря-ремонтника паровозов и помощника машиниста паровоза. Работал кочегаром, помощником машиниста паровоза в Миассе.
В 1935 году Александр Плотников переехал на жительство в город Токмак Киргизской ССР, поступил на рабфак при зооветеринарном институте, который окончил в 1937 году. Был активистом в ОСОАВИАХИМе, был спортсменом, ворошиловским стрелком.
17 января 1936 года вступил в ВЛКСМ.
В 1937 году Плотников был призван на службу в Рабоче-крестьянскую Красную Армию. В 1939 году он окончил Саратовское танковое училище.
Участвовал в боях советско-финляндской войны, будучи командиром танкового взвода 28-го отдельного танкового полка 70-й стрелковой дивизии 7-й армии Северо-Западного фронта. 7-9 марта 1940 года взвод Плотникова участвовал в боях за деревню Нисалахти, ныне Чулково (Ленинградская область), уничтожив большое количество солдат и офицеров противника, а также его боевой техники. Когда в разгар боя танк Плотникова был подбит, а сам он получил ранение, Плотников продолжал сражаться, ведя огонь из пулемёта.
Указом Президиума Верховного Совета СССР от 21 марта 1940 года за «образцовое выполнение боевых заданий командования на фронте борьбы с финской белогвардейщиной и проявленные при этом доблесть и мужество» лейтенант Александр Плотников был удостоен высокого звания Героя Советского Союза с вручением ордена Ленина и медали «Золотая Звезда» за номером 269. Награду ему вручал Михаил Иванович Калинин.
После окончания войны с Финляндией Александр Григорьевич служил в Закавказском военном округе. Был избран делегатом XII съезда ЛКСМ Армении, принят кандидатом в члены ВКП(б).
В первые дни Великой Отечественной войны танковый полк, в котором служил Плотников, был передислоцирован в район боевых действий. Участвовал в Иранской операции 25 августа — 17 сентября 1941 года. Александру Григорьевичу присвоили внеочередное звание капитана и направили на учёбу в Военную ордена Ленина академию механизации и моторизации Красной Армии имени И. В. Сталина.
Участвовал в боях Великой Отечественной войны с мая 1942 года.
25 июня 1942 года присвоено звание капитан.
Директивой командующего Брянским фронтом от 17 июля 1942 года была организована на левом фланге оперативная группа под командованием генерала Никандра Евлампиевича Чибисова, которая должна провести наступательную операцию с задачей уничтожить части противника, занимающие Воронежский узел сопротивления. 21 июля перешли в наступление на участке Хрущево — Малая Верейка. 24 июля противник перебросил войска из района Касторное и атаковал в направлении Ломово, Лебяжье и Большая Верейка.
25 июля 1942 года командир 2-го танкового батальона 118-й танковой бригады Брянского фронта Александр Григорьевич Плотников погиб в бою у деревни Суриково Ломовского сельсовета или у деревни Малая Верейка (Сиверцово) Больше-Верейского сельсовета Землянского района Воронежской области. Ныне деревни Суриково и Малая Верейка (Сиверцово) не существуют, территория Суриково находится в Ломовском сельском поселении, а территория Малой Верейки (Сиверцово) — в Большеверейском сельском поселении Рамонского района Воронежской области.
В 17:00 25 июля 1942 года до двух рот немецких автоматчиков при 40 танках прорвали фронт, овладев деревней Суриково и продолжили наступление на северо-восток. К исходу 30 июля 1942 года части генерала Чибисова, освободив деревню Суриково и северную часть села Большая Верейка, перешли к обороне на занимаемых рубежах. Малая Верейка (Сиверцово) и южная часть села Большая Верейка были освобождены в январе 1943 года.
По данным «Именного списка безвозвратных потерь…» похоронен в деревне Брусенцово Орловской области, по воспоминаниям однополчан похоронен на месте боёв, в братской могиле № 132 в селе Большая Верейка Больше-Верейского сельсовета Землянского района Воронежской области, ныне село входит в Большеверейское сельское поселение Рамонского района Воронежской области.

## Награды
- Герой Советского Союза, 21 марта 1940 года[8]:
  - Орден Ленина,
  - Медаль «Золотая Звезда» № 269.
- Орден Отечественной войны I степени, 3 декабря 1942 года[9].
- Знак ОСОАВИАХИМа «Ворошиловский стрелок» I степени
- Звание «Почётный гражданин Мишкинского района»[10][11]

## Память
- В честь Плотникова названы улицы в городе Миассе (Челябинская область) и в селе Ломово (Воронежская область)[3].
- Мемориальная доска по адресу: Челябинская область, город Миасс, ул. Плотникова, 29, установлена на основании решения горисполкома № 105 от 29 апреля 1965 года, в мае 2015 года заменена на новую — 55°01′22″ с. ш. 60°07′00″ в. д.HGЯO[12][13].
- Мемориальная доска на здании школы, в которой учился Плотников, установлена военно-историческим обществом, открыта 1 сентября 2015 года, Курганская область, Мишкинский муниципальный округ, село Кирово, ул. Советская, 75 — 55°33′18″ с. ш. 63°46′04″ в. д.HGЯO
- Имя упомянуто в списке Героев Советского Союза уроженцев Юргамышского района в часовне Иоанна Воина в Елизаветинском бору Юргамышского муниципального округа Курганской области — 55°17′34″ с. ш. 64°29′08″ в. д.HGЯO

## Семья
Отец, Григорий Трофимович Плотников, мать Аксинья Исааковна.
Жена Плотникова Жета Сталиновна (урожд. Кароер), в годы войны жила в Ташкенте.